# Lukas Gerber
Lukas Gerber (* 29. August 1998 in St. Wendel) ist ein deutscher Musiktheaterregisseur und Produzent.

## Leben
Gerber wurde bereits als Kind von einem der Produzenten des Musicals Ludwig² im Festspielhaus Füssen entdeckt. Im gleichnamigen Stück sammelte er nach seinem Abitur erste Bühnenerfahrung.
Er studierte an der Universität Bayreuth Musiktheaterwissenschaft und war noch während seines Studiums für den Tourneeveranstalter Wacky Productions deutschlandweit als Tourneeleitung, Abendspielleitung und Inspizient engagiert.
Schließlich gründete er seine eigene Produktionsfirma, mit der er deutschlandweit eigene Konzertformate entwickelt und produziert, besetzt mit den renommiertesten Musicaldarstellern.
Zudem ist er freiberuflich als Regisseur und Produktionsleiter tätig. 2024 war er Produktionsleiter und Co-Regisseur beim Historienmusical "Villa Haar".
Im Sommer 2024 inszenierte er in München das Kammermusical "Die letzten fünf Jahre" von Jason Robert Brown. Die Hauptrollen spielten Bianca Basler und Florian Soyka.
Er ist Mitglied der Deutschen Musical Akademie.

## Auswahl der Produktionen (als Produzent)
- "Musicalstars in Nürnberg" u. a. mit Philipp Büttner und Nienke Latten – Serenadenhof Nürnberg
- "Mystische Welt des Musicals" u. a. mit Thomas Borchert – Konzerthaus Ravensburg, Kurhaus Bad Hamm
- "Unchained musical melodies" u. a. mit Thomas Hohler und Judith Caspari – Capitol Offenbach[8]
- "Märchenhafte Musical Love Songs" u. a. mit Jan Ammann – Konzerthaus Ravensburg[9]
- "Musicalstars in Fürth" u. a. mit Kevin Tarte und Oedo Kuipers – Stadttheater Fürth[10]
- "Musicalstars in Ravensburg", u. a. mit Riccardo Greco und Judith Caspari – Konzerthaus Ravensburg
- "Magische Musical Melodien", u. a. mit Sabrina Weckerlin und Abla Alaoui – Capitol Mannheim[11]
- "Weihnachten mit den Musicalstars", u. a. mit Thomas Borchert und Roberta Valentini – Konzerthaus Ravensburg

## Auswahl der Produktionen (als Regisseur)
- "Villa Haar" von Thomas Erich Killinger – Co-Regie und Produktionsleitung[12]
- "Die letzten fünf Jahre" von Jason Robert Brown – Regie
- "Wenn Rosenblätter fallen" von Kai Hüsgen & Rory Six – Regie[13]